# Moriteru Ueshiba
Moriteru Ueshiba (植芝守央?), es un maestro de artes marciales nacido el 2 de abril de 1951 en Tokio. 
Nieto del fundador del Aikido y segundo hijo de Kisshomaru Ueshiba. Con el fallecimiento de su padre y conforme a la tradición, Moriteru Ueshiba pasó a ser el nuevo Doshu del Aikikai el 4 de enero de 1999.

## Biografía
Se graduó de economista en la Universidad de Meiji. 
El nuevo Doshu fue preparado para seguir los pasos del fundador dese hace más de 20 años en donde ha estado divulgando el Aikido muy extensamente. Comenzó a estudiar Aikido cuando tenía 6 años de edad con su abuelo Morihei Ueshiba. Antes de asumir el cargo actual, Moriteru Ueshiba sirvió como Presidente del Consejo de Directores del Aikikai y Director del Hombu Dojo (Academia Central). 
En 1999 con la muerte de su padre, asume la dirección como tercer Doshu en dicha ceremonia llevada a cabo en Japón en donde se reunieron más de 2000 personas de diferentes partes del mundo.
- Datos: Q382028